# Абугалиев, Жунус Абугалиевич
Жунус Абугалиевич Абугалиев — советский хозяйственный, государственный и политический деятель.

## Биография
Родился в 1926 году в селе Аксу-Аюлы. Член КПСС.
С 1943 года — на хозяйственной, общественной и политической работе. В 1943—1988 гг. — нормировщик, мастер ремонтно-механической службы БМЗ, начальник бюро ОТиЗП железнодорожного транспорта Балхашского медеплавильного завода, инструктор промышленно-транспортного отдела горкома партии, заместитель парткома треста «Прибалхашстрой», заведующий отдела пропаганды и агитации, секретарь, второй секретарь, первый секретарь Балхашского горкома КП Казахстана.
Избирался депутатом Верховного Совета Казахской ССР 10-го и 11-го созывов.
Умер в Балхаше в 2012 году.